# Agelasta cana
Agelasta cana är en skalbaggsart som beskrevs av Stefan von Breuning 1939. Agelasta cana ingår i släktet Agelasta och familjen långhorningar.
Artens utbredningsområde är Taiwan. Inga underarter finns listade i Catalogue of Life.